# Adam and Eve (film 1912)
Adam and Eve è un cortometraggio muto del 1912. Il nome del regista non viene riportato nei credit del film.

## Produzione
Il film fu prodotto dalla Vitagraph Company of America.

## Distribuzione
Distribuito dalla General Film Company, il film - un cortometraggio in una bobina - uscì nelle sale cinematografiche statunitensi il 12 dicembre 1912. Nel Regno Unito, venne distribuito il 29 marzo 1913.